# Communauté rurale de Oudoucar
La communauté rurale de Oudoucar est une communauté rurale du Sénégal située en Casamance, au sud du pays. 
Créée en 2008, elle fait partie de l'arrondissement de Diendé, du département de Sédhiou et de la région de Sédhiou.